# Powernext
Powernext SA, anciennement une entreprise d’investissement, est, depuis le 5 février 2014, une entreprise de marché basée à Paris, gérant notamment, depuis le 12 février 2014, Powernext Derivatives, un marché réglementé au sens de l'article L. 421-1 du code monétaire et financier, limité aux opérations sur instruments financiers à terme dans les secteurs de l'énergie et du gaz. En tant que tel, Powernext est soumise au contrôle et à la surveillance de l'Autorité des marchés financiers (AMF), de l'Autorité de contrôle prudentiel et de résolution (Acpr) et de la Commission de régulation de l'énergie (CRE).
Elle conçoit et gère également des plateformes de négociation électronique de pointe pour les marchés spot et dérivés du secteur européen de l’énergie. Powernext prévoit à court terme d’élargir ses produits à d’autres marchés, soit en les gérant de manière autonome, soit dans le cadre de partenariats avec d’autres bourses par le biais de contrats de prestations de service.

## Actionnariat
Le capital de Powernext est détenu par un groupe de gestionnaires de réseaux de transport de l’électricité et du gaz naturel européens et par diverses entreprises européennes du secteur de l’énergie (RTE, GRTgaz, EDF, GDF Suez, Total, etc.).

## Marchés de Powernext
Powernext Derivatives est le marché réglementé géré par Powernext SA sur lequel sont négociés et conclus (par transmission, enregistrement, horodatage, confrontation, appariement et exécution d'ordres) des contrats à terme standardisés (instruments financiers au sens de l'article L. 211-1 du code monétaire et financier) dont les caractéristiques sont définies par Powernext SA dans un avis de marché (exemple : PEG Nord Dec12). Les règles de marché ont été approuvées par l'Autorité des marchés financiers le 24 janvier 2014. 
Le marché fait intervenir des membres (personne morale ayant signé avec Powernext SA une convention d'accès à la négociation) intervenant directement sur le marché pour leur compte ou pour le compte de tiers et des courtiers agréés (personne morale ayant signé avec Powernext SA une convention d’enregistrement en vue de faire enregistrer des intérêts de gré à gré de membres) enregistrant des intérêts de gré à gré et historiques (legacy trade) sur le système d’enregistrement des intérêts hors-carnet mais ne pouvant accéder à la négociation que ce soit en son nom ou pour des tiers, sauf s’il est également membre. 
Powernext Derivatives est divisé en différents segments de marché regroupant des contrats négociables selon des caractéristiques communes (à la date de création du marché, il n'existe qu'un seul segment de marché : Powernext Gas Derivatives). 
Comme tout marché réglementé, les contrats négociés sur Powernext Derivatives sont compensés, dans le cadre d'une convention conclue avec Powernext SA, par une ou plusieurs chambres de compensation (généralement un établissement de crédit) selon les modalités propres à chaque type de contrats. La compensation se fait par transmission pour enregistrement par Powernext SA à la chambre de compensation des informations relatives aux transactions. La chambre de compensation de Powernext Gas Futures est European Commodity Clearing (en) (EEC), société de droit allemand spécialisée dans le domaine de l’énergie et basée à Leipzig. 
Les organismes de livraison assurent, le cas échéant, la livraison effective du sous-jacent (c'est-à-dire du bien ou de la marchandise à livrer en application d'une transaction effectuée) des contrats négociés sur Powernext Derivatives. Les informations sont transmises à l'organisme de livraison par Powernext SA ou par la chambre de compensation (comme c'est le cas pour Powernext Gas Derivatives).   
Powernext SA, créée en juillet 2001, gère plusieurs marchés de l’énergie, régulés, transparents et anonymes :
- Powernext Gas Spot et Powernext Gas Futures, lancés le 26 novembre 2008, permettent de couvrir les risques de volume et de prix du gaz naturel en France
- GRTgaz, le gestionnaire de réseau de gaz français, et Powernext ont lancé le 1er juillet 2011 le premier service de couplage de marchés en Europe entre les PEG Nord et Sud de GRTgaz.
- Le 1er février 2013, Powernext a lancé un marché à terme du gaz naturel sur le hub TTF aux Pays-Bas.
- Depuis le 1er mai 2013, Powernext gère également le registre français des garanties d’origines.
- Powernext Energy Savings, lancé le 10 janvier 2012, est un marché spot dédié aux certificats d’économies d’énergie.

## Garantie d'Origine
Powernext est mandatée par l’État français depuis le 1er mai 2013 pour assurer la délivrance, le transfert et l'utilisation des Garanties d'Origine au Registre National des Garanties d'Origine. La Garantie d'Origine est un document électronique officiel qui détermine l'origine géographique et technologique de l'électricité utilisée par un consommateur, sur la base de décompte : 1 MWh produit = 1 Garantie d'Origine (GO). 

## Développement européen de Powernext
Powernext et EEX, la bourse de l'énergie basée à Leipzig, ont lancé PEGAS, le 29 mai 2013, une coopération commerciale dans laquelle les deux sociétés combinent leurs marchés du gaz pour créer un marché paneuropéen du gaz.
De plus, Powernext détient 50 % d’EPEX SPOT, la bourse des marchés spot de l’électricité européens, et 20 % d’EEX Power Derivatives.